# L'Amour et moi
L'Amour et moi är det femte studioalbumet av den franska sångaren Jenifer. Det gavs ut den 17 september 2012 och innehåller 15 låtar.

## Låtlista
| Nr  | Titel                             | Längd |
| --- | --------------------------------- | ----- |
| 1.  | Les jours électriques             | 2:52  |
| 2.  | Sur le fil                        | 3:25  |
| 3.  | Prisonnière                       | 3:14  |
| 4.  | Appelle la police mon amour       | 3:52  |
| 5.  | L'Amour et moi                    | 3:59  |
| 6.  | Orage en vue                      | 3:22  |
| 7.  | Besoin d'air                      | 3:21  |
| 8.  | Mademoiselle fume                 | 3:12  |
| 9.  | Tu ne dis rien                    | 3:11  |
| 10. | Mes nuits                         | 4:07  |
| 11. | Est-ce que tu m'aimes             | 2:57  |
| 12. | Hello                             | 2:42  |
| 13. | Y'a pas jen                       | 2:46  |
| 14. | La pudeur                         | 3:20  |
| 15. | Sur le fil (Remix by Mr Waltmann) | 3:56  |

## Listplaceringar
| Lista               | Topplacering |
| ------------------- | ------------ |
| Belgien (Vallonien) | 1            |
| Frankrike           | 3            |
| Schweiz             | 46           |